# Hoy (Poli)
Pour les articles homonymes, voir Hoy.
Hoy est un village de la Région du Nord du Cameroun. 
Il est situé dans l'arrondissement de Poli dans le département du Faro.
Le village est un lamidat  et compte au total 843  habitants en 2005